# Chérac
Chérac település Franciaországban, Charente-Maritime megyében. Lakosainak száma 1135 fő (2022. január 1.). Chérac Louzac-Saint-André, Saint-Laurent-de-Cognac, Brives-sur-Charente, Dompierre-sur-Charente, Montils, Rouffiac, Saint-Césaire, Saint-Sauvant, Salignac-sur-Charente és Val-de-Cognac községekkel határos.

## Népesség
A település népességének változása:
| Lakosok száma | 879  | 946  | 1045 | 1027 | 1100 | 1086 | 1104 | 1118 | 1125 | 1135 |
|               | 1968 | 1982 | 1990 | 2006 | 2013 | 2015 | 2017 | 2019 | 2020 | 2022 |